# Володина, Мила Ильинична
Мила Ильинична Володина (род. 18 октября 2003, Егорьевск, Московская область) — российская волейболистка, связующая.

## Биография
Начала заниматься волейболом в спортивной секции при дворце спорта «Егорьевск» у тренера Натальи Ивановны Талмач. Затем была принята в звенигородское УОР № 2, а в 2018—2022 выступала за фарм-команду ВК «Заречье-Одинцово» (Московская область) в Молодёжной лиге. С 2022 игрок основного состава подмосковного клуба в суперлиге чемпионата России. В 2024 году заключила контракт с саратовским «Протоном».
В составе сборной Московской области в 2021 году стала бронзовым призёром летней Спартакиады молодёжи России. 

### Клубная карьера
- 2018—2022 —  «Подмосковье»/«Заречье-Одинцово»-2 (Московская область) — молодёжная лига;
- 2022—2024 —  «Заречье-Одинцово» (Московская область) — суперлига;
- с 2024 —  «Протон» (Саратов) — суперлига.

## Достижения
- бронзовый призёр Молодёжной лиги чемпионата России 2022.